# Nurobod (Tagikistan)
Darband (ex Nurobod) è una città del Tagikistan, capoluogo del distretto di Nurobod. Conta circa mille abitanti.